# Philoganga robusta
Philoganga robusta är en trollsländeart. Philoganga robusta ingår i släktet Philoganga och familjen Lestoideidae.

## Underarter
Arten delas in i följande underarter:
- P. r. robusta
- P. r. infantua